# Ein Leben für Do
Ein Leben für Do ist ein 1953 entstandenes, deutsches Filmmelodram von Gustav Ucicky mit Hans Söhnker in der männlichen Hauptrolle und der Filmdebütantin Paola Loew in der Titelrolle. Dem Film liegt der Roman Daddy und Do von Robert Pilchowski zugrunde.

## Handlung
Die kleine Do wächst auf einer Farm im südlichen Afrika auf. Pflanzer Thomas, ein gestandener Mann mittleren Alters, ist der Besitzer des Anwesens und wird von Do abgöttisch geliebt. Nur zu dumm, dass Thomas der Vater des Mädchens ist – so hat man ihr es zumindest immer gesagt. Dos überbordende, schwärmerische Teenager-Liebe erlangt Ausmaße – Eifersuchtsanfälle inklusive – die Thomas für ziemlich ungut hält, sodass er das Mädchen für ihre weitere Erziehung zu Verwandten in die Schweiz schickt. Hier soll Do erst einmal ihre Schule beenden und Abstand gewinnen. Erst nach zehn Jahren sehen sich die beiden wieder. Thomas hat in der Zwischenzeit geheiratet, und aus dem Kind Do ist eine attraktive, junge Dame geworden.
Von Thomas‘ Gattin Vivian erfährt Do, dass Thomas gar nicht ihr leiblicher Vater ist, sondern vielmehr ihr Pflegevater. Nun brechen schließlich alle emotionalen Dämme, denn die räumliche wie zeitliche Distanz brachten Do nicht dazu, sich von Thomas wieder zu entlieben. Auch der Pflanzer bringt nun nicht mehr die Willensstärke auf, den Abstand zu Do zu suchen und gibt sich ganz seinen Gefühlen zu ihr hin. Instinktiv hält er es jedoch für besser, wieder abzureisen und kehrt deshalb auf seine Farm nach Südafrika zurück. Eines Tages erfährt Do über Umwege, dass sich ihr Sugar-Daddy hat scheiden lassen, sodass sie jetzt endlich freie Bahn hat. Mit dem nächsten Schiff reist Do ihrem geliebten Thomas nach Afrika nach, um endlich in  dessen Arme zu sinken.

## Produktionsnotizen
Ein Leben für Do entstand ab dem 21. September 1953. Gedreht wurde außer im Atelier Berlin-Tempelhof am Vierwaldstättersee, in Luzern und Zürich sowie in der Südafrikanischen Union. Der Film erlebte am 14. Januar 1954 im Düsseldorfer Europa-Kino seine Uraufführung.
Dietrich von Theobald war Produktionsleiter, Georg Mohr Aufnahmeleiter. Die von Walter Kutz ausgeführten Filmbauten entwarf Emil Hasler, Hermann Fritzsching sorgte für den Ton. Manon Hahn zeichnete für die Kostüme verantwortlich, Manfred Ensinger assistierte Chefkameramann Ekkehard Kyrath. Bruno Balz schrieb die Texte zu Norbert Schultzes Musik.

## Kritiken
Der Spiegel befand in seiner Ausgabe vom 3. Februar 1954: „Unbehagliche Vater-Tochter-Erotik, nach dem "Constanze"-Roman gleichen Namens, von Regisseur Gustav Ucicky kläglich in teure und schöne Außenaufnahmen (Schweiz und Afrika) eingepackt. Schon als dicke Elfjährige (Heidi Becker), erst recht aber als ausgewachsenes Mädchen liebt Do (robust und damenhaft: Paola Loew) ihren "Daddy", den deutschen Pflanzer in Afrika (Hans Söhnker), mit hektischer, andere Herren verbannender Glut, obschon sie erst kurz vor der glücklichen Lösung erfährt, daß sie nur dieses Daddys Pflegetochter ist.“

„Konventionelles, sentimentales Liebesdrama – professionell gemacht, aber etwas langatmig.“